# Parménas
Parménas fut l'un des sept premiers diacres de l'Église chrétienne. Il fut soit martyrisé au début du Ier siècle, sous Trajan, soit mort à la suite d'une maladie. Il se rendit à Philippes en Macédoine dont il est considéré par les orthodoxes comme apôtre. Il fait partie des septante disciples choisis par Jésus-Christ.
C'est un saint chrétien fêté le 23 janvier et le 28 juillet avec quatre autres des premiers diacres.

## Citation
Actes des Apôtres - chapitre 6 - versets 3 à 5 :
« Cherchez plutôt parmi vous, frères, sept hommes de bonne réputation [...] La proposition plut à toute l'assemblée et l'on choisit Étienne, Philippe, Prochore, Nicanor, Timon, Parménas et Nicolas ...».